# Rally México de 2020
El Rally México de 2020, oficialmente 17.º Rally Guanajuato México, fue la tercera ronda de la temporada 2020 del Campeonato Mundial de Rally. Se celebró del 12 al 15 de marzo y contó con un itinerario de 24 tramos sobre tierra con un total de 324,85 km cronometrados. Fue también la tercera ronda de los campeonatos WRC2 y WRC 3.

## Lista de inscritos
| Num.                     | Piloto                  | Copiloto             | Automóvil               | Equipo                  | Neumático |
| ------------------------ | ----------------------- | -------------------- | ----------------------- | ----------------------- | --------- |
| 3                        | Teemu Suninen           | Jarmo Lehtinen       | Ford Fiesta WRC         | M-Sport Ford WRT        | M         |
| 4                        | Esapekka Lappi          | Janne Ferm           | Ford Fiesta WRC         | M-Sport Ford WRT        | M         |
| 6                        | Dani Sordo              | Carlos del Barrio    | Hyundai i20 Coupe WRC   | Hyundai Shell Mobis WRT | M         |
| 8                        | Ott Tänak               | Martin Järveoja      | Hyundai i20 Coupe WRC   | Hyundai Shell Mobis WRT | M         |
| 11                       | Thierry Neuville        | Nicolas Gilsoul      | Hyundai i20 Coupe WRC   | Hyundai Shell Mobis WRT | M         |
| 17                       | Sébastien Ogier         | Julien Ingrassia     | Toyota Yaris WRC        | Toyota Gazoo Racing WRT | M         |
| 33                       | Elfyn Evans             | Scott Martin         | Toyota Yaris WRC        | Toyota Gazoo Racing WRT | M         |
| 44                       | Gus Greensmith          | Elliott Edmondson    | Ford Fiesta WRC         | M-Sport Ford WRT        | M         |
| 69                       | Kalle Rovanperä         | Jonne Halttunen      | Toyota Yaris WRC        | Toyota Gazoo Racing WRT | M         |
| 20                       | Nikolay Gryazin         | Yaroslav Fedorov     | Hyundai NG i20 R5       | Hyundai Motorsport N    | P         |
| 21                       | Ole Christian Veiby     | Jonas Andersson      | Hyundai NG i20 R5       | Hyundai Motorsport N    | P         |
| 22                       | Pontus Tidemand         | Patrick Barth        | Škoda Fabia R5 Evo      | Toksport WRT            | P         |
| 23                       | Oliver Solberg          | Aaron Johnston       | Volkswagen Polo GTI R5  | Oliver Solberg          | P         |
| 24                       | Paulo Nobre             | Gabriel Morales      | Škoda Fabia R5          | Paulo Nobre             | P         |
| 25                       | Kajetan Kajetanowicz    | Maciej Szczepaniak   | Škoda Fabia R5 Evo      | Kajetan Kajetanowicz    | P         |
| 26                       | Benito Guerra           | Daniel Cué           | Škoda Fabia R5          | Benito Guerra           | M         |
| 27                       | Marco Bulacia Wilkinson | Giovanni Bernacchini | Citroën C3 R5           | Marco Bulacia Wilkinson | P         |
| 28                       | Alberto Heller          | José Díaz            | Ford Fiesta R5 Mk. II   | Alberto Heller          | M         |
| 29                       | Ricardo Triviño         | Marc Martí           | Škoda Fabia R5          | Ricardo Triviño         | P         |
| 30                       | Gianluca Linari         | Nicola Arena         | Ford Fiesta R5          | Gianluca Linari         | P         |
| 31                       | Radik Shaymiev          | Maxim Tsvetkov       | Ford Fiesta R5 Mk. II   | Radik Shaymiev          |           |
| 32                       | Emilio Fernández        | Ruben Garcia         | Škoda Fabia R5 Evo      | Toksport WRT            | M         |
| 34                       | Barry McKenna           | James Fulton         | Škoda Fabia R5          | Barry McKenna           | M         |
| 43                       | Ken Block               | Alex Gelsomino       | Ford Escort RS Cosworth | Ken Block               |           |
| Fuente: ewrc-results.com |                         |                      |                         |                         |           |

## Itinerario
| Día                     | Tramo | Nombre                            | Distancia | Ganador de la etapa | Automóvil             | Tiempo    | Líder de la general |
| ----------------------- | ----- | --------------------------------- | --------- | ------------------- | --------------------- | --------- | ------------------- |
| Día 1 (12 marzo)        | -     | Llano Grande (Shakedown)          | 5.51 km   | Elfyn Evans         | Toyota Yaris WRC      | 3:41.8    | -                   |
| Día 1 (12 marzo)        | SS1   | Monster Energy Street Stage GTO 1 | 1.12 km   | Thierry Neuville    | Hyundai i20 Coupe WRC | 59.1      | Thierry Neuville    |
| Día 1 (12 marzo)        | SS2   | Monster Energy Street Stage GTO 2 | 1.12 km   | Thierry Neuville    | Hyundai i20 Coupe WRC | 57.5      | Thierry Neuville    |
| Día 2 (13 marzo)        | SS3   | El Chocolate 1                    | 31.45 km  | Ott Tänak           | Hyundai i20 Coupe WRC | 23:34.6   | Ott Tänak           |
| Día 2 (13 marzo)        | SS4   | Ortega 1                          | 17.24 km  | Sébastien Ogier     | Toyota Yaris WRC      | 9:29.1    | Sébastien Ogier     |
| Día 2 (13 marzo)        | SS5   | Las Minas 1                       | 13.69 km  | Dani Sordo          | Hyundai i20 Coupe WRC | 9:01.2    | Sébastien Ogier     |
| Día 2 (13 marzo)        | SS6   | Parque Bicentenario               | 2.71 km   | Thierry Neuville    | Hyundai i20 Coupe WRC | 2:30.3    | Sébastien Ogier     |
| Día 2 (13 marzo)        | SS7   | El Chocolate 2                    | 31.45 km  | Ott Tänak           | Hyundai i20 Coupe WRC | 23:16.2   | Sébastien Ogier     |
| Día 2 (13 marzo)        | SS8   | Ortega 2                          | 17.24 km  | Cancelado           | Cancelado             | Cancelado | Sébastien Ogier     |
| Día 2 (13 marzo)        | SS9   | Las Minas 2                       | 13.69 km  | Ott Tänak           | Hyundai i20 Coupe WRC | 8:53.5    | Sébastien Ogier     |
| Día 2 (13 marzo)        | SS10  | SSS Autódromo Shell V-Power 1     | 2.33 km   | Sébastien Ogier     | Toyota Yaris WRC      | 1:39.0    | Sébastien Ogier     |
| Día 2 (13 marzo)        | SS11  | SSS Autódromo Shell V-Power 2     | 2.33 km   | Sébastien Ogier     | Toyota Yaris WRC      | 1:37.4    | Sébastien Ogier     |
| Día 2 (13 marzo)        | SS12  | Street Stage León                 | 0.73 km   | Kalle Rovanperä     | Toyota Yaris WRC      | 45.7      | Sébastien Ogier     |
| Día 3 (14 marzo)        | SS13  | Guanajuatito 1                    | 24.96 km  | Sébastien Ogier     | Toyota Yaris WRC      | 16:44.8   | Sébastien Ogier     |
| Día 3 (14 marzo)        | SS14  | Alfaro 1                          | 16.99 km  | Thierry Neuville    | Hyundai i20 Coupe WRC | 10:39.5   | Sébastien Ogier     |
| Día 3 (14 marzo)        | SS15  | Derramadero 1                     | 21.78 km  | Ott Tänak           | Hyundai i20 Coupe WRC | 12:25.7   | Sébastien Ogier     |
| Día 3 (14 marzo)        | SS16  | Guanajuatito 2                    | 24.96 km  | Thierry Neuville    | Hyundai i20 Coupe WRC | 16:36.0   | Sébastien Ogier     |
| Día 3 (14 marzo)        | SS17  | Alfaro 2                          | 16.99 km  | Ott Tänak           | Hyundai i20 Coupe WRC | 10:37.1   | Sébastien Ogier     |
| Día 3 (14 marzo)        | SS18  | Derramadero 2                     | 21.78 km  | Ott Tänak           | Hyundai i20 Coupe WRC | 12:19.0   | Sébastien Ogier     |
| Día 3 (14 marzo)        | SS19  | SSS Autódromo Shell V-Power 3     | 2.33 km   | Thierry Neuville    | Hyundai i20 Coupe WRC | 1:38.4    | Sébastien Ogier     |
| Día 3 (14 marzo)        | SS20  | SSS Autódromo Shell V-Power 4     | 2.33 km   | Thierry Neuville    | Hyundai i20 Coupe WRC | 1:37.1    | Sébastien Ogier     |
| Día 3 (14 marzo)        | SS21  | Rock & Rally León                 | 1.62 km   | Thierry Neuville    | Hyundai i20 Coupe WRC | 1:38.6    | Sébastien Ogier     |
| Día 4 (15 marzo)        | SS22  | Otates                            | 33.61 km  | Cancelado           | Cancelado             | Cancelado |                     |
| Día 4 (15 marzo)        | SS23  | San Diego                         | 12.76 km  | Cancelado           | Cancelado             | Cancelado |                     |
| Día 4 (15 marzo)        | SS24  | El Brinco (Live TV) (Power Stage) | 9.64 km   | Cancelado           | Cancelado             | Cancelado |                     |
| Fuente:ewrc-results.com |       |                                   |           |                     |                       |           |                     |

### Power stage
El power stage no se disputó debido a la cancelación de la última etapa.